# ビリオン

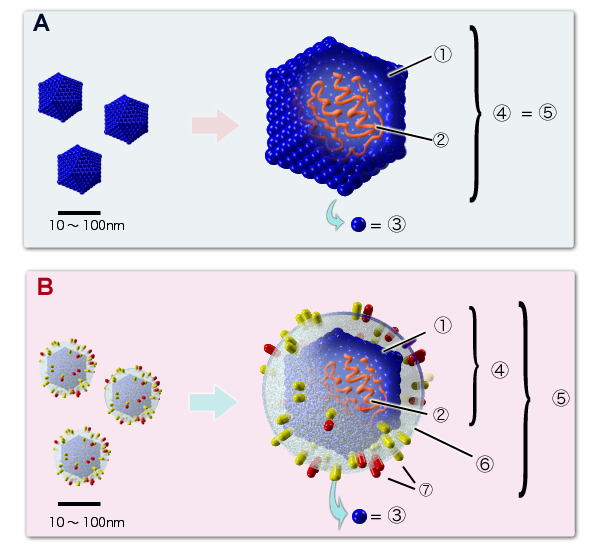
ビリオンの基本構造
（上）エンベロープを持たないビリオン
（下）エンベロープを持つビリオン

ビリオン（ヴィリオン、英語: virion）は、細胞外におけるウイルス（英: virus）の状態であり、完全な粒子構造を持ち感染性を有するウイルス粒子のことをいう。ビリオンはその種によって様々な大きさと形があり、その大きさは20ナノメートル（nm, 2.0*10−8 m）から300ナノメートル（3.0*10−7 m）程度である。ビリオンにはその種により、核酸（デオキシリボ核酸〈DNA〉あるいはリボ核酸〈RNA〉の一方）とカプシドからなるものと、その外側がさらにエンベロープと呼ばれる外被に覆われるものとがある。エンベロープを持たないビリオンは、裸のウイルスと呼ばれる場合もあり、ヌクレオカプシドと同義である。エンベロープを持つビリオンはエンベロープ保有粒子あるいは被膜粒子と呼ばれる場合もある。一般にエンベロープを持つビリオンは持たないビリオンに比べて消毒薬に対する抵抗力が弱い。ウイルスの分類にはビリオンの性状が用いられることが多い。